# Kino samochodowe

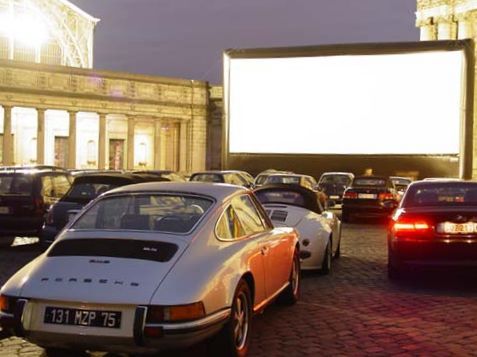
Kino samochodowe AIRSCREEN w Brukseli

Kino samochodowe (drive-in) – miejsce stanowiące połączenie kina z parkingiem, przeznaczone do oglądania filmów bezpośrednio z samochodów. Pomysł ten opatentował Richard Hollingshead w 1933 roku.

## Kino samochodowe na świecie
Pierwszy seans w kinie samochodowym miał miejsce 6 czerwca 1933 w Camden w stanie New Jersey. Była to skrócona wersja filmu Two White Arms (o tytule zmienionym na Wives Beware). Szczyt popularności kina samochodowego na świecie przypadł na lata 50. i 60. XX wieku. W samych Stanach Zjednoczonych funkcjonowało wówczas ok. 5000 kin.

## Historia kina samochodowego w Polsce
W Polsce pierwsze kino samochodowe uruchomił Dariusz Krzysztof Zawiślak i Rafał Wnuk w roku 1994, mieściło się na warszawskim osiedlu Żerań. Hitem kina stały się m.in. filmy: przedpremierowy pokaz filmu Cztery wesela i pogrzeb, który otwierał działalność kina, Flintstonowie z performancem z udziałem aktorów przebranych za postaci z filmu i specjalnym pokazem fajerwerków oraz Gliniarz z Beverly Hills III, na którego seans przyjechało tylu widzów, że oczekujące na wjazd samochody zablokowały ulice dojazdowe.

## Dźwięk w kinie samochodowym
W kinie samochodowym ścieżka dźwiękowa filmu nadawana jest radiowo na falach FM, dzięki czemu widzowie mogą odbierać dźwięk za pomocą radioodbiorników samochodowych. Aby legalnie transmitować dźwięk, konieczne jest zezwolenie Urzędu Komunikacji Elektronicznej.